# Althüttendorf
Althüttendorf – gmina w Niemczech, w kraju związkowym Brandenburgia, w powiecie Barnim, wchodzi w skład Związku Gmin Joachimsthal (Schorfheide).